# إينديانولا (إلينوي)
إينديانولا (بالإنجليزية: Indianola)‏ هي منطقة سكنية تقع في الولايات المتحدة في مقاطعة فيرميليون، إلينوي.  يقدر عدد سكانها بـ 207 نسمة  وترتفع عن سطح البحر 205 متر.

## الموقع الجغرافي
الموقع الجغرافي للمناطق المحيطة بهذه النقطة هو كالتالي:

## أعلام
- هاري باوم